# 바타네스주
바타네스주(영어: Province of Batanes, 이바탄어: Probinsya nu Batanes, 타갈로그어: Lalawigan ng Batanes)는 필리핀 루손섬에 있는 지방인 카가얀밸리 지방에 속한 주로 필리핀 최북단에 위치한 주이자 필리핀에서 가장 작은 주이다. 타이완(중화민국)에서 남쪽으로 약 190 km 정도 떨어져 있으며 루손 해협에 있는 바탄 제도를 관할한다. 주도는 바스코이며 인구는 17,246명(2015년 기준), 면적은 219.01 km2이다. 바타네스주에는 어업에 종사하는 민족인 이바탄인이 살고 있는데 다른 필리핀의 민족에 비해 언어, 풍속 등 여러 가지 면에서 타이완 원주민에 가까운 편이다.

## 인구
| 연도                                    | 인구   | ±% p.a. |
| --------------------------------------- | ------ | ------- |
| 1903                                    | 8,293  | —       |
| 1918                                    | 8,214  | −0.06%  |
| 1939                                    | 9,512  | +0.70%  |
| 1948                                    | 10,705 | +1.32%  |
| 1960                                    | 10,309 | −0.31%  |
| 1970                                    | 11,398 | +1.01%  |
| 1975                                    | 11,870 | +0.82%  |
| 1980                                    | 12,091 | +0.37%  |
| 1990                                    | 15,026 | +2.20%  |
| 1995                                    | 14,180 | −1.08%  |
| 2000                                    | 16,467 | +3.26%  |
| 2007                                    | 15,974 | −0.42%  |
| 2010                                    | 16,604 | +1.42%  |
| 2015                                    | 17,246 | +0.73%  |
| 2020                                    | 18,831 | +1.74%  |
| Source: Philippine Statistics Authority |        |         |